# Martha Leticia Rivera Cisneros
Martha Leticia Rivera Cisneros (Naica, Chihuahua, 30 de octubre de 1965) es una política mexicana, miembro del Partido Acción Nacional quien desde el 2006 ocupa un lugar en el Senado de la República representando al estado de Morelos.
Martha Leticia Rivera es Licenciada en Ciencias Sociales egresada de la Escuela Normal Particular Benito Juárez García y es pasante de Contaduría Pública por la Universidad Cuauhnahuac.
Miembro del PAN desde 1987, ha ocupado diversos cargos en el Comité Municipal de Cuernavaca y en el Comité Estatal de Morelos, entre ellos el de secretaria de Promoción Política de la Mujer, tesorera y secretaria general. En cargos de elección popular de 1997 a 2000 fue regidora del Ayuntamiento de Cuernavaca, de 2000 a 2003 diputada al Congreso de Morelos y de 2003 a 2006 diputada federal a la LIX Legislatura. En 2006 fue elegida senadora suplente, y cuando el titular Sergio Álvarez Mata fue nombrado secretario general de Gobierno de Morelos, pasó a ocupar el escaño como senadora.